# Lorenzo de Cárdenas Valda y Zárate
Lorenzo de Cárdenas Valda y Zárate, IX conde de la Puebla del Maestre, (Valladolid, 1576 – Madrid, 1637) fue un noble y político español, asistente de Sevilla y gobernador del Consejo de Indias en el reinado de Felipe IV.

## Biografía
De familia noble, nació en Valladolid el 12 de octubre de 1576 y fue bautizado el mismo día en la iglesia del Salvador. Era hijo y sucesor de Alonso de Cárdenas y Valda, de igual naturaleza, señor de la villa de Lobón, de la Torre del Fresno (ambas cerca de Montijo, Extremadura) y de las casas de Valda, Recalde y Vizcargui en Azcoitia (Guipúzcoa), que al servicio de Felipe III fue corregidor de las ciudades de Úbeda, Baeza y Córdoba, y de María de Zárate y Recalde, su primera mujer y deuda, nacida en Sevilla.
En 1611 se cruzó de caballero de la Orden de Calatrava. Y en 1618, tras un pleito, sucedió en la casa de la Puebla del Maestre por muerte de Alonso de Cárdenas y González, su primo tercero. Este mayorazgo comportaba el señorío de las villas de la Puebla del Maestre, Villacelumbre y Castellanos, en Extremadura, y del estado de Bacares en el reino de Granada y actual provincia de Almería, con sus vasallos, castillos, patronatos, rentas y bienes raíces.
Prestó servicio en palacio, alcanzando en 1622 el oficio de mayordomo del rey Felipe IV.

### Asistente de Sevilla
En 1625 era consejero de Guerra y el Rey Planeta le envió a Sevilla con varias comisiones: la principal, el apresto y despacho de la Armada del Mar del Sur. Y para el mejor cumplimiento de estos encargos, dispuso S.M. que el conde de la Puebla sirviera la presidencia de la Casa de la Contratación de Indias en lugar del licenciado Hernando de Villaseñor «por el tiempo que estuviéredes allí en las dichas ocupaciones», según expresa la Real Cédula de su nombramiento, dada en Madrid el 8 de noviembre de 1625. Tomó posesión el 22 del mismo mes.
Al año siguiente fue nombrado asistente de Sevilla, cargo que desempeñó desde el 7 de agosto de 1626 hasta el 6 de abril de 1629, simultaneándolo con el de presidente de la Casa de Contratación hasta el 31 de octubre de 1628. Este nuevo nombramiento comportaba el de capitán general de las milicias de su jurisdicción y la administración de los almojarifazgos, impuesto que gravaba las mercancías que entraban o salían del puerto de Sevilla.
Durante su gobierno de esta ciudad dejó sin efecto la reducción del número de procesiones de Semana Santa ordenada por Fernando Ramírez Fariñas, su antecesor en el cargo. En 1627 hizo importantes obras de fortificación junto al cauce del Guadalquivir, para reparar los daños de una reciente crecida y prevenir las futuras. Como medida contra las inundaciones, reconstruyó enteramente la Puerta de la Almenilla, elevando unos cinco metros la cota de su umbral.

### Gobernador del Consejo de Indias
Fue ministro de capa y espada de los Consejos de Guerra (desde 1623), Indias (desde 1627) y Estado (desde 1630), y de la Junta de Guerra de Indias.
Fungió de gobernador interino del Consejo de Indias desde el 24 de febrero de 1628, por muerte del marqués de la Hinojosa. Y se le despachó título de presidente el 31 de octubre de 1628, cesando en el acto al frente de la Casa de Contratación, pero retuvo algunos meses la asistencia de Sevilla, por lo que no tomó posesión en Madrid hasta el 28 de junio de 1629. Permaneció en el cargo hasta el 26 de noviembre de 1632, fecha en que fue sucedido por García de Avellaneda y Haro, conde de Castrillo.
Falleció en Madrid el 29 de septiembre de 1637.

### Matrimonio e hijos
Contrajo matrimonio con Juana de Herrera y Padilla, hija y heredera del asentista y tesorero real Melchor de Herrera, primer marqués de Auñón, del Consejo de Hacienda. Tuvieron siete hijos, y el sucesor en la casa fue Diego de Cárdenas y Herrera, X conde de la Puebla del Maestre, primer marqués de Bacares y III de Auñón, caballero de Santiago y también asistente de Sevilla.